# Набережная реки Каменки
Набережная реки Ка́менки — проектная набережная в Приморском районе Санкт-Петербурга. Юридически проходит от Новоорловской улицы до проектного участка Орлово-Денисовского проспекта, по правому берегу реки Каменки, по северной границе Ново-Орловского лесопарка.

## История
Название набережной известно с 1950-х годов. Фактически набережной как дороги никогда не было. До 2017 года в реестре названий её границы обозначались следующим образом: «вдоль р. Каменки у дома № 49 по Заповедной ул.».
31 января 2017 года название набережной реки Каменки перенесено на проектируемый проезд вдоль правого берега реки Каменки от Новоорловской улицы до Орлово-Денисовского проспекта.

## Транспорт
Ближайшая к набережной реки Каменки станция метро — «Озерки» и «Проспект Просвещения» 2-й (Московско-Петроградской) линии  (около 3—3,5 км по прямой).
Ближайшие к набережной реки Каменки остановочные пункты железной дороги — Шувалово (около 1,5 км по прямой) и Озерки (около 2 км по прямой).

## Застройка
- № 3, корпус 3, — жилой дом (2023[3])
- № 7, корпус 2, — жилой дом (2019[4])
- № 7, корпус 3, — жилой дом (2020[5])
- № 11, корпус 1, — жилой дом (2025[6])
- № 11, корпус 2, — жилой дом (2018[7])
- № 11, корпус 3, — детский сад (2020[8])
- № 13, корпус 1, — жилой дом (2024[9])
- № 13, корпус 3, — жилой дом (2024[9])
- № 15, корпус 1, — жилой дом (2024[9])
- № 15, корпус 3, — жилой дом (2024[9])
- № 17, корпус 2, — жилой дом (2021[10])
- № 17, корпус 3, — школа (2022[11])
- № 19, корпус 1, — жилой дом (2021[10])
- № 19, корпус 3, — жилой дом (2021[10])
- № 19, корпус 4, — жилой дом (2021[10])
- № 21, корпус 1, — жилой дом (2022[12])
- № 21, корпус 2, — детский сад (2023[13])
- № 23 — жилой дом (2022[12])
- № 25 — жилой дом (2022[12])